# Tomaševec (Sveti Ivan Zelina)
Tomaševec je naseljeno mjesto u Republici Hrvatskoj u Zagrebačkoj županiji. 

## Zemljopis
Administrativno je u sastavu grada Svetog Ivana Zeline. Naselje se proteže na površini od 2,85 km². 

## Stanovništvo
Prema popisu stanovništva iz 2001. godine u Tomaševcu živi 208 stanovnika i to u 56 kućanstava. Gustoća naseljenosti iznosi 72,98 st./km².
| broj stanovnika | 145   | 144   | 160   | 175   | 204   | 216   | 233   | 266   | 259   | 262   | 245   | 232   | 218   | 211   | 208   | 198   | 155   |
|                 | 1857. | 1869. | 1880. | 1890. | 1900. | 1910. | 1921. | 1931. | 1948. | 1953. | 1961. | 1971. | 1981. | 1991. | 2001. | 2011. | 2021. |